# Hemixantha paucisetis
Hemixantha paucisetis är en tvåvingeart som beskrevs av Willi Hennig 1937. Hemixantha paucisetis ingår i släktet Hemixantha och familjen Richardiidae.
Artens utbredningsområde är Costa Rica. Inga underarter finns listade i Catalogue of Life.